# Gadila virginalis
Gadila virginalis är en blötdjursart som beskrevs av Charles Hercules Boissevain 1906. Gadila virginalis ingår i släktet Gadila och familjen Gadilidae. Inga underarter finns listade i Catalogue of Life.